# ボストン ストロング 〜ダメな僕だから英雄になれた〜
『ボストン ストロング 〜ダメな僕だから英雄になれた〜』（ボストン ストロング ダメなぼくだからえいゆうになれた、Stronger）は、2017年のアメリカ合衆国の伝記映画。監督はデヴィッド・ゴードン・グリーン、主演はジェイク・ジレンホールが務めた。本作は2013年のボストンマラソン爆弾テロ事件によって両足を失ったジェフ・ボーマンがブレット・ウィッターとともに2014年に上梓した回顧録『Stronger』を原作としている。

## ストーリー
2013年4月、ジェフ・ボーマンは恋人のエリンがゴールする姿を見届けるため、ボストンマラソンのゴール付近にいた。ボウマンは挙動不審な男を発見したが、その後すぐに爆弾が爆発した。爆発に巻き込まれたジェフは、両足を失うほどの重傷を負い、意思の疎通にも困難をきたす状況にあったにも拘わらず、必死の思いで犯人の風貌を警察に伝達した。ジェフの証言もあって、4日後にテロ事件の犯人は逮捕された。彼の勇気が全米中で称賛されていた頃、ジェフは両足を失ったという現実に直面していた。失意のうちにあったジェフだが、義足を使ってもう一度自力で歩くべく、リハビリを開始した。

## キャスト
※括弧内は日本語吹替
- ジェフ・ボーマン（英語版）: ジェイク・ジレンホール（高橋広樹）
- エリン・ハーリー: タチアナ・マスラニー（山賀晴代） - ジェフのガールフレンド。
- パティ・ボーマン: ミランダ・リチャードソン（三沢明美） - ジェフの母。
- ジェフ・ボーマン・シニア（ビッグ・ジェフ）: クランシー・ブラウン（谷内健） - ジェフの父。
- カルロス（英語版）: カルロス・サンス（菊池通武）
- サリー: リチャード・レイン・Jr（清水裕亮）
- ゲイル・ハーリー: フランキー・ショウ（英語版） - エリンの妹。
- ラリー: ジミー・レブランク（英語版）
- ジェンおばさん: パティ・オニール
- ケヴィン: ダニー・マッカーシー

## 製作
2014年7月14日、ライオンズゲートがジェフ・ボーマンの回顧録『Stronger』の映画化に着手しているとの報道があった。2015年7月17日、デヴィッド・ゴードン・グリーンが監督に起用されたと報じられた。29日、ジェイク・ジレンホールが本作の出演交渉に臨んでいると報じられた。10月7日、タチアナ・マスラニーにオファーが出ているとの報道があった。2016年2月2日、ボールド・フィルムズが本作に出資すると発表した。4月5日、ミランダ・リチャードソンとクランシー・ブラウンの出演が決まった。29日、フランキー・ショウが本作に出演するとの報道があった。
2016年4月4日、本作の主要撮影がボストンで始まった。

## 公開
2017年9月8日、ガラ・プレゼンテーションに出品されていた第42回トロント国際映画祭でプレミアを迎えた。

## 興行収入
2017年9月22日、本作は全米573館で封切られ、公開初週末に161万ドルを稼ぎ出し、週末興行収入ランキング初登場8位となった。

## 評価
本作は批評家から絶賛されている。映画批評集積サイトのRotten Tomatoesには125件のレビューがあり、批評家支持率は96%、平均点は10点満点で7.7点となっている。サイト側による批評家の見解の要約は「『ボストン ストロング 〜ダメな僕だから英雄になれた〜』は精選された俳優陣の力によって成立している作品であり、観客の心に響くファクトベースの物語を提供している。それは感動的なドラマの定型を乗り越えている。」となっている。また、Metacriticには39件のレビューがあり、加重平均値は76/100となっている。なお、本作のCinemaScoreはA-となっている。